# Коклэн, Шарль
Шарль Коклэн (фр. Charles Coquelin; 25 ноября, 1802, Дюнкерк — 12 августа 1852, Париж) — французский политэконом.
Был секретарём ассоциации свободы торговли; вместе с Гильомэном опубликовал «Dictionnaire d'économie politique». Был постоянным сотрудником таких журналов как: Journal des économistes, Le Temps, Revue des Deux Mondes.
В частности, он выступал, как и Фредерик Бастиа, за создание доступной системы образования. Он выступал против идей своего друга Густава де Молинари о концепции государства.
В статье, опубликованной в Revue des Deux Mondes в 1847 году, он проанализировал проблемы, связанные со свободой или монополией денежной эмиссии, заключая, что для создания самого высокого уровня благосостояния и стабильности необходима свободная конкуренции эмиссионных банков. За двадцать четыре года до Клемана Жюглара он объяснял регулярный аспект коммерческих кризисов.
Также, согласно Коклэну, промышленные периодические кризисы не свойственны свободному рынку, а наоборот — являются результатом вмешательства государства в денежную политику. Давая привилегии и эксклюзивные монополии некоторым банкам, государство мешает действиям экономических агентов неуместными колебаниями курса коммерческих кредитов. В результате приводит к конъюнктурной нестабильности.

## Основные произведения
- «Essai sur la flature mécanique du lin et du chanvre» 1840
- «Nouveau traité complet de la flature mécanique du lin et du chanvre» 1846
- «Le crédit et les banques» 1848
  - Коклен Ш. О кредите и банках / пер. под ред. К. Висковатова. — СПб.: Изд. Т-ва «Общественная польза», 1861. — 356 c.